# Centovalli
Centovalli je údolí na západě švýcarského kantonu Ticino. Zahrnuje oblast údolí řeky Melezza s rozvětvenými bočními údolími nad obcí Intragna. Dolní část oblasti sahá až k místu, kde se řeka Melezza vlévá do řeky Maggia u Locarna na jezeře Lago Maggiore. Údolní oblast se táhne na západ přes Camedo až k italsko-švýcarské hranici.

## Název
Název znamená „sto údolí“, což nelze chápat doslovně, ale vyjadřuje velký počet údolí, která se větví podél hlavního údolí řeky Melezza. Na italské straně se údolí řeky Melezza nazývá Valle Vigezzo. V dřívějších stoletích byly obě části údolí známé také jako „údolí kominíků“, protože děti z chudých rodin v údolí byly často prodávány jako pomocníci kominíků, zejména do severní Itálie.

## Geografie

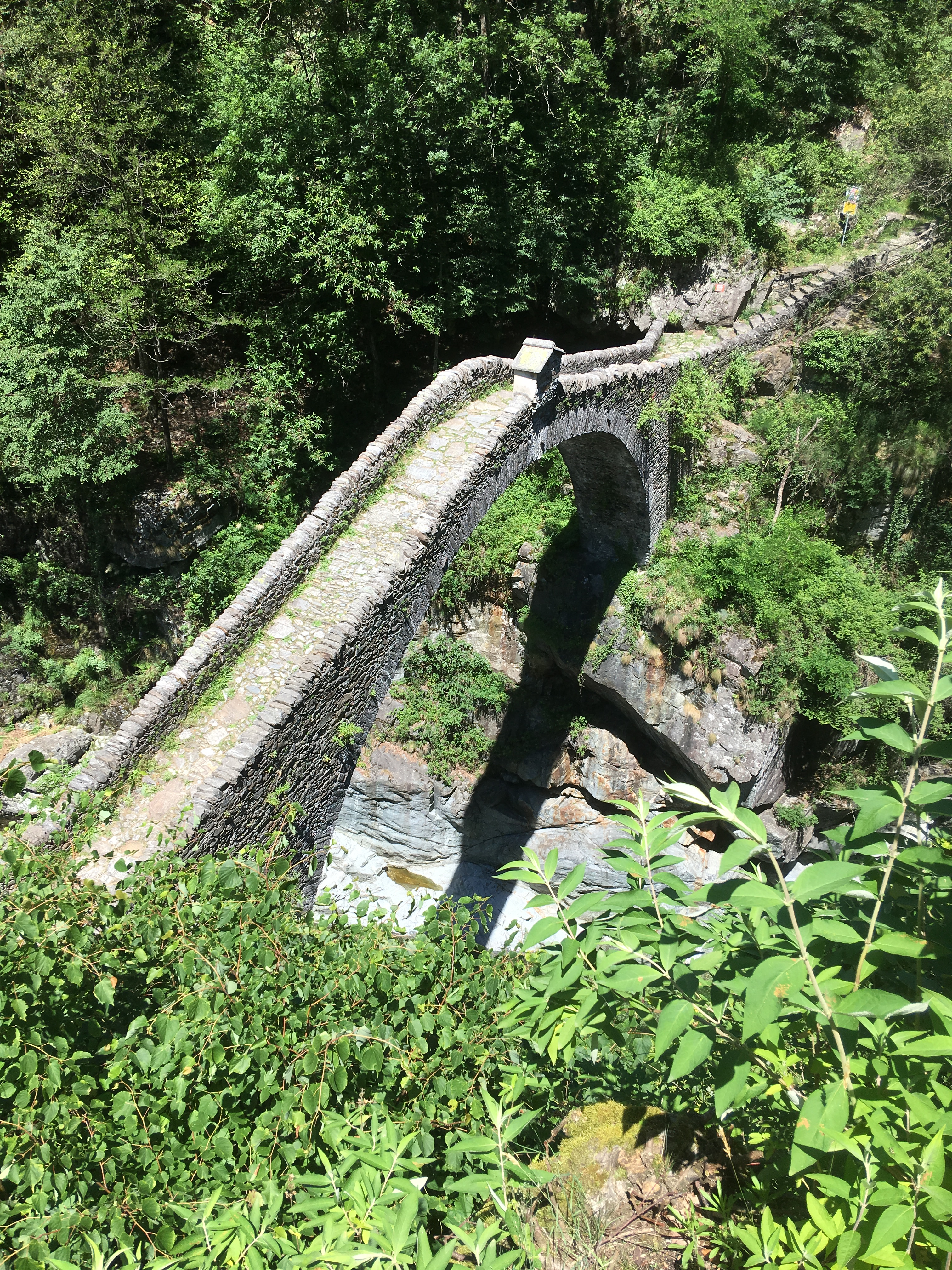
Most Ponte Romano u Calezza

Centovalli, nacházející v ticinském okrese Locarno, se táhne od italských hranic u Cameda až k soutoku řek Melezza a Isorno u vesnice Intragna. Údolní řeka Melezza pramení nad italskou obcí Santa Maria Maggiore a za Ponte Brolla se vlévá do Maggie; její horní tok protéká údolím Val Vigezzo, které patří Itálii a je přirozeným pokračováním Centovalli. Centovalli tvoří východní část otevřeného údolního systému s dvojím sklonem, který probíhá paralelně s alpským řetězcem a napříč údolími řek Ticino a Toce. Hluboce zaříznuté údolí je obklopeno mohutnými horskými masivy, které směrem na východ rychle klesají a dosahují svého nejvyššího bodu na jihu s Gridone (2188 m) a na severu s Pizzo Ruscada (2004 m). S výjimkou vesnic Intragna a Golino na dně údolí jsou všechny vesnice postaveny na terasách v nadmořské výšce 600 až 900 metrů. Výše jsou salaše (monti) s pastvinami a lesy a ještě výše Alpy. Až do 19. století využívaly vesnice Centovalli také některé z pastvin v údolí Valle Onsernone.

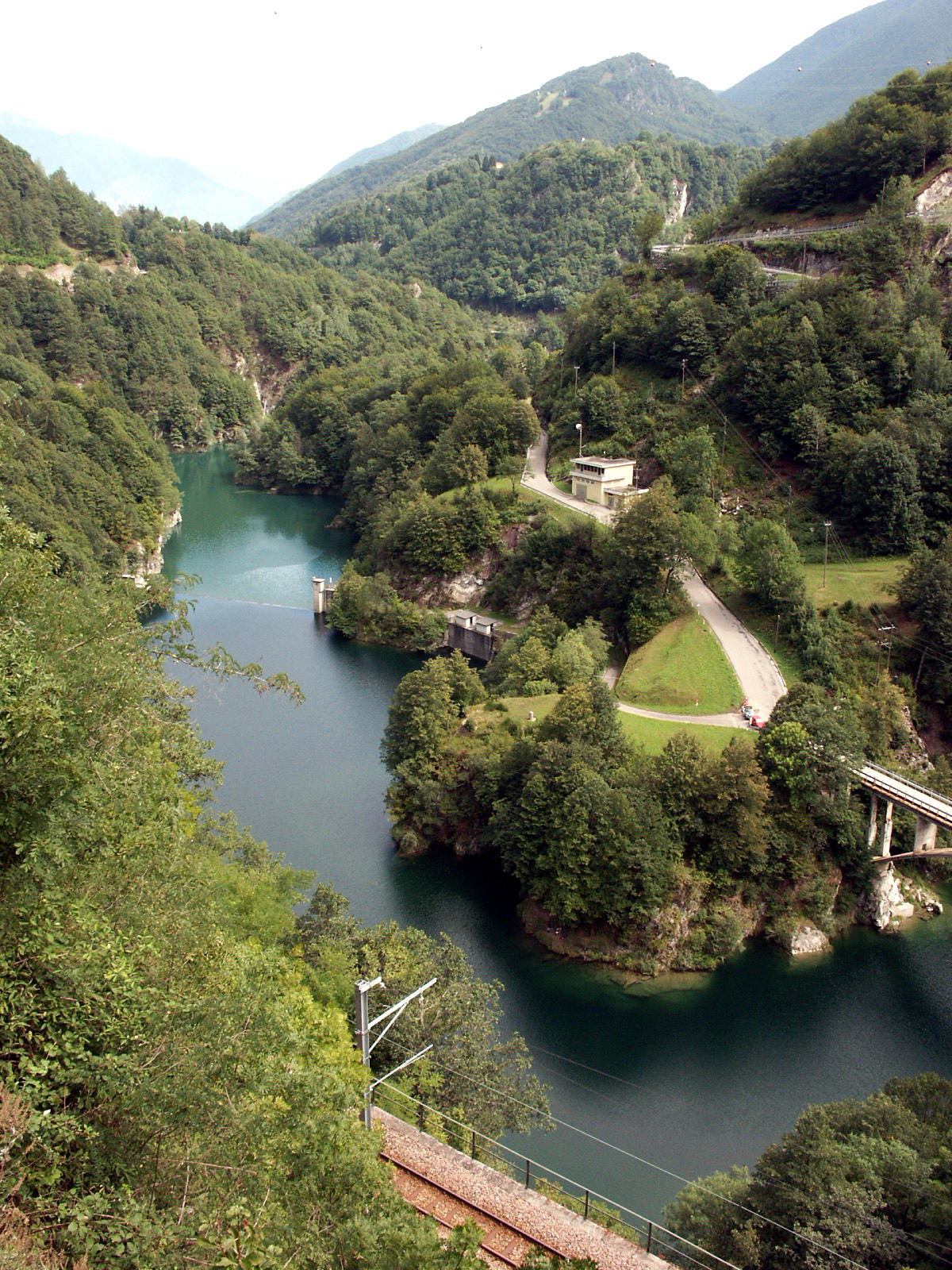
Jezero Lago di Palagnedra

Centovalli je hustě zalesněná krajina, z níž vystupují rozeklané skály. Hluboce zaříznuté údolí řeky Melezza je na severu a jihu obklopeno horskými masivy; nejvyššími vrcholy jsou Gridone na jihu na hranici s Itálií (2188 m) a Pizzo Ruscada na severu ve výšce 2004 m směrem do údolí Valle Onsernone. U Palagnedry je řeka Melezza přehrazena a vytváří úzké jezero (Lago di Palagnedra), dlouhé asi 4 km.

## Historie

Centovalli (1943)

Obyvatelé vesnic Borgnone, Palagnedra a Rasa tvořili údolní společenství Centovalli (zmiňováno již roku 1185 jako Centum valles), které je poprvé zmiňováno ve 13. století. V roce 1838 bylo společenství zrušeno a rozděleno na obce Borgnone a Palagnedra. V roce 1864 získala Rasa také statut obce (od roku 1972 místní část obce Intragna). Spolu s Verdasiem a Golinem tvořila Intragna další starou obec v údolí. Obě údolní obce patřily k Pieve San Vittore a k okrsku Locarno a Ascona. V roce 1531 dvanáct spolkových měst odmítlo žádost Centovalli, Val Onsernone a Ascony o odtržení od Locarna. Dokud se Borgnone, Verdasio a Rasa v 17. století neoddělily a nestaly se samostatnými farnostmi, byl církevním centrem údolí farní kostel San Michele v Palagnedře. Intragna se stala samostatnou farností v roce 1653 po oddělení od Golina.
Stará mulařská stezka z Locarna a Losone přes Golino překračovala řeku Melezzu u Intragny a odtud vedla po levé straně údolí až k italské hranici; dnešní silnice vede většinou po stejné trase. Podél údolí vedla ještě jedna cesta, která nejprve překračovala řeku Melezza u Intragny (most Remagliasco) a poté vedla směrem na Rasu a Bordei, než přešla na druhou stranu údolí pod Palagnedrou. Nakonec vedla do kopce do Borgnone a u Cameda překročila hranici do Itálie. Silnice údolím byla budována po etapách v letech 1846–1907 a napojovala se na italskou silniční síť. Úzkorozchodná železnice Locarno–Domodossola, která spojuje tratě Gotthardskou a Simplonskou dráhu, byla postavena v letech 1912–1923. Od roku 1958 se do obce Rasa, která nemá silniční spojení, jezdí lanovkou z Verdasia. Spolu s příjmy z dočasného nebo sezónního vystěhovalectví, které je doloženo od 16. století (především kominíci a jejich pomocníci, nosiči a kuchaři, zejména do Itálie), bylo hlavním zdrojem příjmů obyvatelstva zemědělství, pastevectví a lesnictví. Ve druhé polovině 19. století emigrace znatelně poklesla, ale v prvních desetiletích 20. století následovalo zvýšené vystěhovalectví, které se zintenzivnilo po roce 1950. Centovalli zažilo největší demografický vzestup na konci 16. století, po němž následoval dlouhotrvající pokles, který se dočasně zastavil v 19. století. Ani otevření oděvních továren v Camedu (1964), které zaměstnávaly především přeshraniční pracovníky, nedokázalo zastavit odliv obyvatel z Borgnone a Palagnedry. Pouze Intragna, kde se nachází většina veřejné infrastruktury, zaznamenala od roku 1970 mírný nárůst počtu obyvatel, ačkoli těží také z blízkosti městské aglomerace Locarna. Od roku 1950 první sektor trvale upadá; vinařství, které se dříve provozovalo stranou, stále více nahrazuje zemědělství. V letech 1950–1952 byla poblíž Palagnedry vybudována přehrada na výrobu elektřiny.

## Sídla v údolí

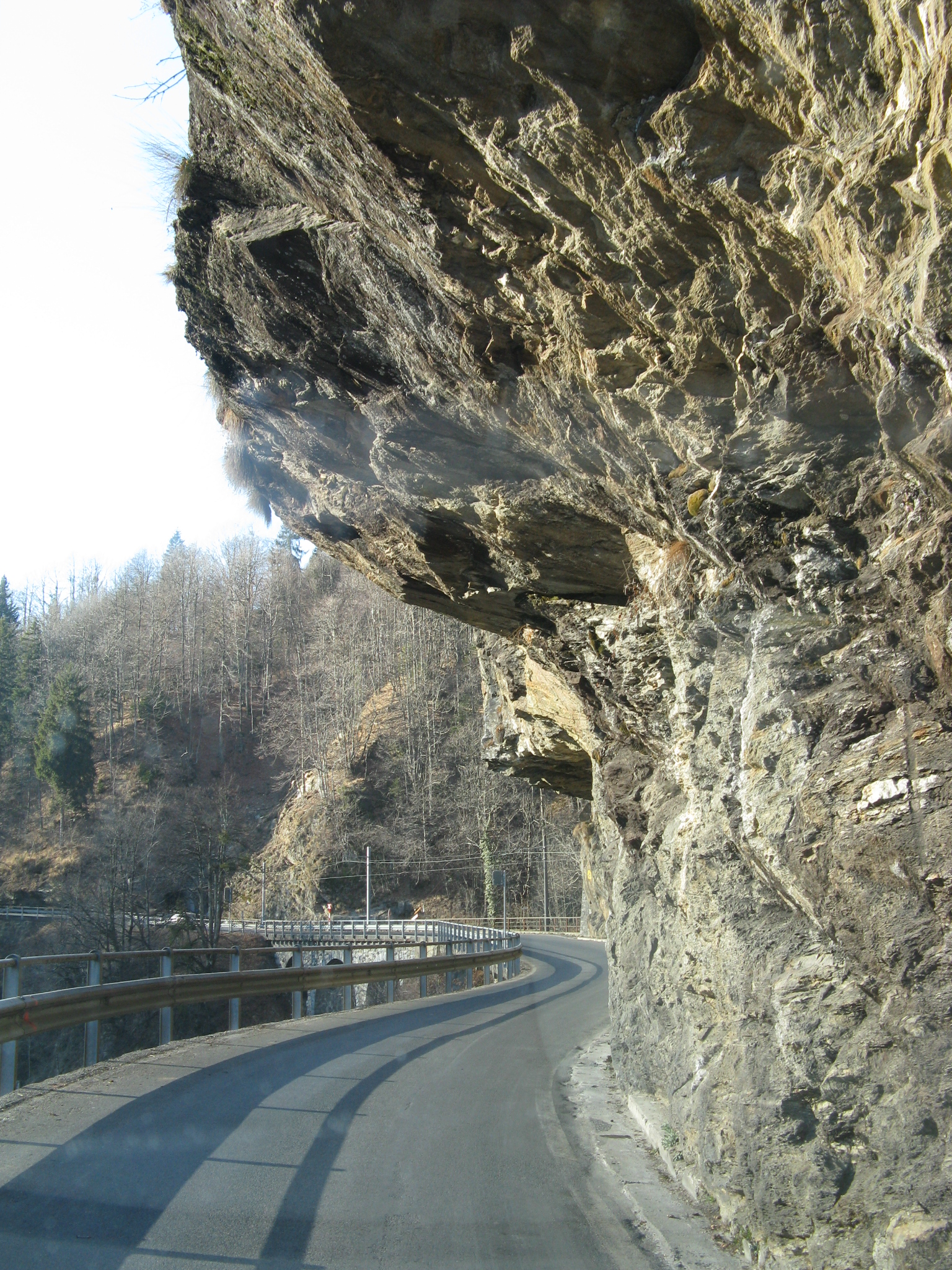
Silnice údolím Centovalli

- Intragna (339 m n. m.), obec s nejvyšší kostelní věží v Ticinu a středověkým obloukovým mostem, tzv. římským mostem / Ponte Romano.
- Calezzo (564 m n. m.)
- Corcapolo (463 m n. m.), s železniční stanicí
- Verdasio (711 m n. m.), s údolní stanicí lanovky (530 m ü. M.) do vesnice Rasa
- Rasa (898 m n. m.), vesnice bez provozu automobilů
- Palagnedra (657 m n. m.), historické centrum Centovalli s kostelem z 15. století
- Bordei (726 m n. m.), obnovená vesnice s kostelem a osterií
- Camedo (594 m n. m.), obnovená vesnice s kostelem a osterií na italské hranici, se železniční stanicí a celnicí
- Borgnone (713 m n. m.)
- Lionza (775 m n. m.), obnovená vesnice se známým domem Palazzo Tondü
- Costa (872 m n. m.)

## Doprava
Ve středověku vedly přes Centovalli dvě stezky pro mezky. První z nich, vysoko nad údolím vlevo od Melezzy z Intragny (339 m) k italské hranici u Cameda (549 m), dnes částečně kopíruje klikatící se horská silnice přes několik viaduktů a místy pod skalními převisy; v některých úsecích je tak úzká, že se na ní neprojedou dvě vozidla. Druhá cesta pro muly naproti tomu překračovala Melezzu hned za Intragnou na Ponte Romano, sledovala tok potoka na dně údolí a teprve později stoupala do Borgnone, Cameda a přes hranice do Itálie.
Trasa železnice Centovalli vede souběžně s dnešní silnicí - v úsecích skalními tunely. Ze švýcarského pohledu nese toto jméno železnice po celé své trase z Locarna do Domodossoly, ačkoli více než polovina její trasy neleží v údolí Centovalli. Na italské straně, v údolí Valle Vigezzo, se však tento termín pro celou trať nepoužívá. Místo toho Italové svůj úsek trati důvěrně nazývají Vigezzin podle názvu údolí.